# دوماغوي بافيشيتش
دوماغوي بافيشيتش (بالكرواتية: Domagoj Pavičić)‏ هو لاعب كرة قدم كرواتي في مركز الوسط، ولد في 9 مارس 1994 في زغرب في كرواتيا. شارك مع منتخب كرواتيا تحت 17 سنة لكرة القدم ومنتخب كرواتيا تحت 18 سنة لكرة القدم ومنتخب كرواتيا تحت 19 سنة لكرة القدم ومنتخب كرواتيا تحت 21 سنة لكرة القدم. أما مع النوادي، فقد لعب مع دينامو زغرب ونادي لوكوموتيفا.

## وصلات خارجية
- دوماغوي بافيشيتش على موقع اتحاد كرواتيا (الكرواتية)
- دوماغوي بافيشيتش على موقع اتحاد تركيا (لاعب) (الإنجليزية)
- دوماغوي بافيشيتش على موقع قاعدة بيانات كرة القدم.إي يو (الإنجليزية)
- دوماغوي بافيشيتش على موقع Soccerway.com (الإنجليزية)
- دوماغوي بافيشيتش على موقع عالم كرة القدم.نت (الإنجليزية)
- دوماغوي بافيشيتش على موقع AS.com (الإسبانية)